# Stane Mancini
Stanislav (Stane) Mancini, slovenski pevec zabavne in narodno-zabavne glasbe, * 9. maj 1931, Ljubljana, † 6. september 2019, Ljubljana
Stane Mancini je začel svojo glasbeno pot z revijskim orkestrom in zborom Radia Ljubljane. V času razcveta slovenske popevke je bil eden vidnejših slovenskih pevcev in eden redkih moških pevcev zabavne glasbe. Leta 1961 je posnel svojo prvo ploščo z naslovom Non capito. Istoimenska pesem je postala velika uspešnica, ki je bila kar 52 tednov na prvem mestu lestvice popevk, ki jo je objavljal časnik Dnevnik. Leta 1962 je v alternaciji z Beti Jurkovič nastopil na festivalu Slovenska popevka; skladba Mandolina je bila zmagovita. 
Kasneje je prepeval pesmi narodnozabavne glasbe. Nekaj let je deloval tudi z ansamblom Zadovoljni Kranjci. Leta 1980 je postal član Ribniškega okteta, s katerim je veliko gostoval po tujini.
Snemal je tudi narodne in otroške pesmi. 

## Uspešnice
- Mandolina (v alternaciji jo je prepevala Beti Jurkovič)
- Non capito
- Prelepa si, bela Ljubljana (s Sonjo Hočevar)
- Stenska ura
- Ko bi enkrat še (Slovenska popevka 1963)
- Najin praznik
- Noč je sredi poletja
- Sredi poletja
- Svež dih gora
- Tam kamor hodi veter spat
- Kako sva si različna